# Erannis testacea
Erannis testacea är en fjärilsart som beskrevs av Anders Jahan Retzius 1783. Erannis testacea ingår i släktet Erannis och familjen mätare. Inga underarter finns listade i Catalogue of Life.